# Nucleariida
Embranchement
Classe
Ordre
Familles de rang inférieur
- Nucleariidae
- Pompholyxophryidae
- Lithocollidae

Les Nucleariida sont un ordre d'amibes holomycètes à filaments pseudopodes. Il se distingue des Vampyrellidae par des mitochondries à crêtes discoïdes.

## Liste des familles
Selon NCBI (9 décembre 2015) :
- Nucleariidae
  - genre Nuclearia
    - Nuclearia delicatula Cienkowski, 1865
    - Nuclearia moebiusi Frenzel, 1897
    - Nuclearia pattersoni Dyková, Veverková, Fiala, Macháčková & Pecková, 2003
    - Nuclearia simplex L. de Cienkowski, 1865
    - Nuclearia thermophila M.T. Yoshida, Y. Nakayama & I. Inouye, 2009